# Kinki Sharyo
A The Kinki Sharyo Co., Ltd. (近畿車輛株式会社; Hepburn: Kinki Sharyō Kabushiki-gaisha) egy japán vasúti járműgyártó vállalat, melynek székhelye Oszakában található. A Kintetsu Corporation leányvállalata. 1920 óta működik (Tanaka Rolling Stock Works néven), 1945-ben átnevezték The Kinki Sharyo Co., Ltd-re. Számos közlekedési vállalat által használt könnyű vasúti járműveket gyártottak, különösen az Amerikai Egyesült Államokban. A Kinki Sharyo-t a tokiói tőzsdén jegyzik TYO: 7122 néven.

## Termékek

### Japán
- JR Group
  - Sinkanszen (West Japan Railway)
    - Sinkanszen W7 sorozat
    - Sinkanszen N700-as sorozat

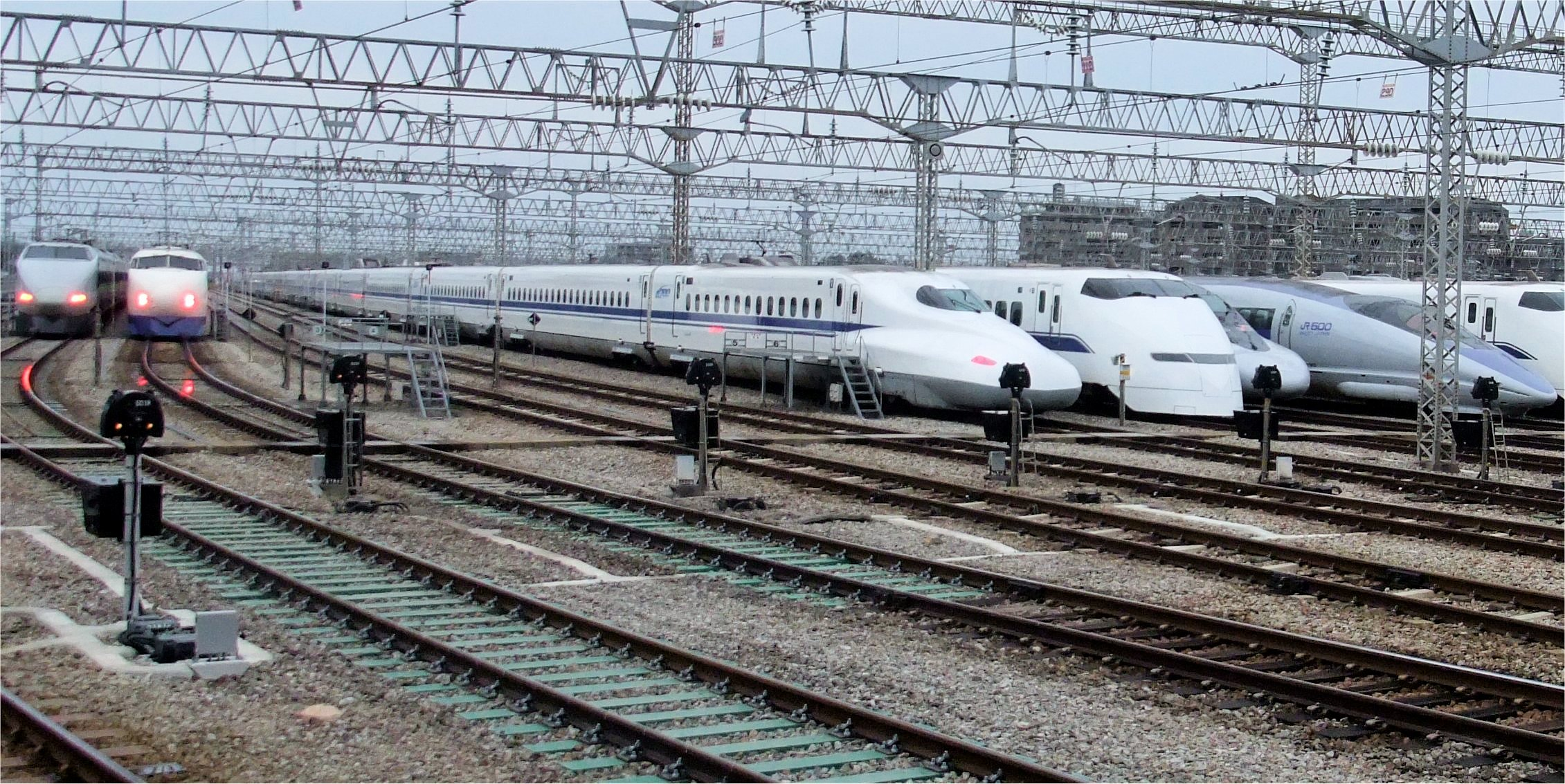
JR West Sinkanszen vonatok 2008 októberében

    - Sinkanszen 700-as (Rail-Star) sorozat
    - Sinkanszen 500-as sorozat
    - Sinkanszen 100-as (Grand Hikari) sorozat

  - Sinkanszen (Central Japan Railway)
    - Sinkanszen 300-as sorozat
    - Sinkanszen 100-as sorozat

  - Sinkanszen (Kyushu Railway)
    - Sinkanszen N700-as sorozat